# Lauren Anderson (mannequin)
Pour les articles homonymes, voir Lauren Anderson.
Lauren Anderson-Brignac, née le 6 juin 1980 à Milwaukee dans le Wisconsin, est un mannequin de charme et une actrice américaine. 

## Biographie
Lauren Anderson est née à Milwaukee dans le Wisconsin mais la famille déménagea pour s'installer en Floride alors qu'elle avait trois ans. Elle suivit les cours d'une école privée puis fréquenta l'Université de Floride, pratiquant divers sports : softball, volley-ball et basket-ball.
Lauren apparut pour la première fois dans les pages de Playboy en octobre 2001, parmi d'autres jeunes filles, dans une série de photos intitulée Girls of the SEC. Elle fut ensuite la gagnante d'un show télé "Who Wants to Be a Playboy Centerfold?" ("Qui veut être Playmate de Playboy ?"), diffusé sur la chaine Fox en mai 2002 et auquel participèrent aussi, entre autres candidates, Christina Santiago, Shallan Meiers et Carmella DeCesare, elles-mêmes futures playmates. Elle apparut dans les pages centrales de Playboy en tant que Miss juillet 2002, photographiée par Arny Freytag.
En tant que modèle photo, elle a fait la couverture de plusieurs magazines, est apparue dans des shows TV, est activiste dans l'association PETA et possède un institut de bronzage en Floride. Elle a eu une liaison avec le basketteur Matt Walsh.
Elle est mariée au joueur de baseball Reid Brignac.

## Apparitions dans les numéros spéciaux dePlayboy
- Playboy's College Girls Avril 2002 page 64.
- Playboy's Nude College Girls Juillet 2003.
- Playboy's Playmate Review Vol. 19 septembre 2003 — pages 48–53.
- Playboy's Book of Lingerie Decembre 2003 page 95
- Playboy's Sexy 100 Mars 2004 page 6
- Playboy's Nude Playmates Mai 2004 — pages 54–57.
- Playboy's Playmates in Bed Janvier 2005 — pages 4–9.
- Playboy's Vixens Octobre 2005 page 14-17

## Filmographie
- Playboy: Who Wants to Be a Playboy Centerfold? (2002)
- Playboy Video Playmate Calendar 2003